# Pin Fourcat
Pin Fourcat ist ein Weiler bei Saintes-Maries-de-la-Mer in der Camargue in Frankreich.

## Weinanbau um 1905
Die Weingüter Le Domaine de Pin Fourcat und Le Domaine de La Pinède betrieben um 1905 ein 20 km langes Decauville-Netzwerk mit 400 Kipploren. Die beiden Weingüter waren durch eine Decauville-Bahn auf einem Damm miteinander verbunden. Die Bahnstrecke war fast 6 km lang und ermöglichte den Transport von Wein nach Pin Fourcat an der Petit Rhône und umgekehrt den Transport von Dünger und anderen Gütern nach La Pinède. Die Bahn überquerte auf dem Damm die Teiche Fourmeaux und Grande Gaze, an dessen Ufer eine breite Bewässerungsrinne angelegt worden war, um das Wasser der Petit Rhône nach La Pinède zu leiten.

## Reisanbau um 1952/53
Um 1953 wurden auf den Sandböden der Domaine de Pin Fourcat Versuchsfelder zur Anpflanzung von Reis angelegt. Dabei wurden N.P.K.-Kunstdünger der Compagnie de Saint-Gobain mit verschiedenen Anteilen von Stickstoff, Phosphor und Kalium sowie A.S.-Kunstdünger mit Ammoniumsulfat eingesetzt. Die Felder wurden durch gas-betriebene akustische Vogelscheuchen vor Fressfeinden geschützt und mit modernen Windkraftanlagen aus den Bewässerungsgräben bewässert.

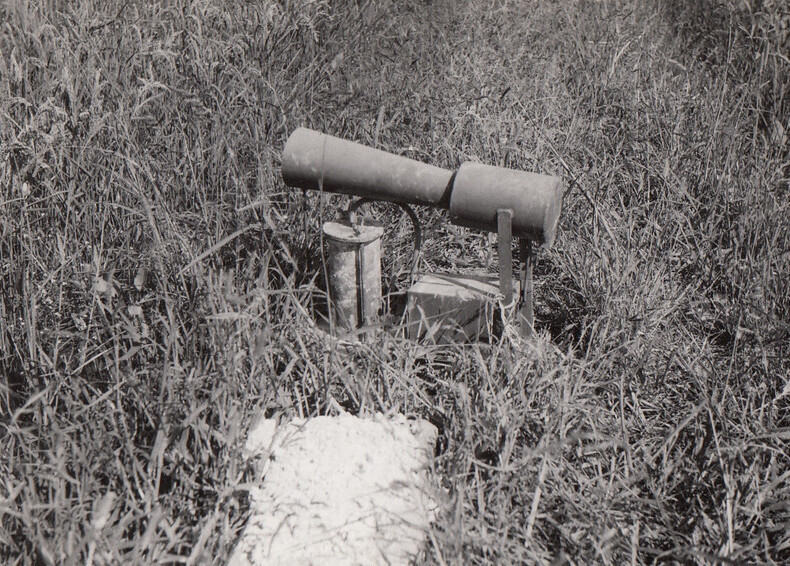
Explosionsgerät (Acetylen + Luft) zur Vertreibung von Vögeln
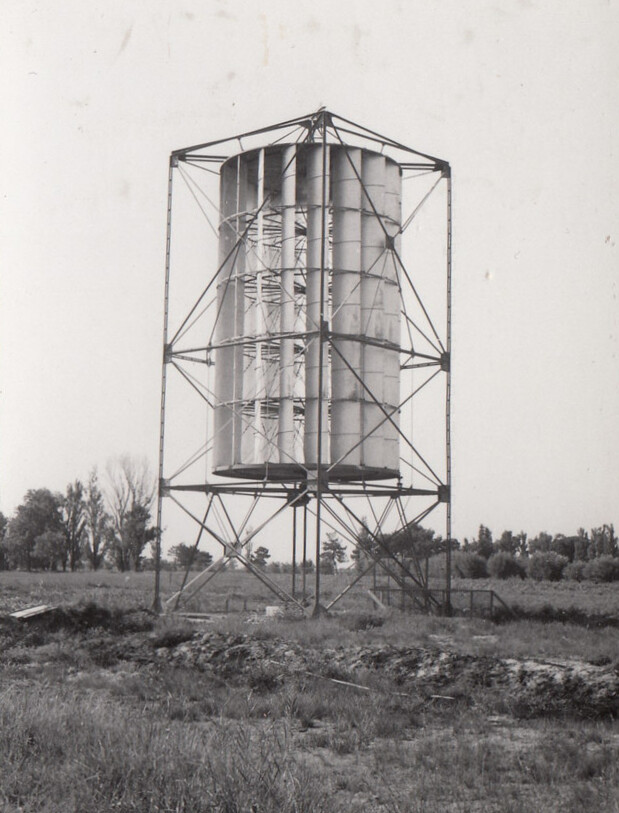
Windkraftanlage mit Wasserpumpe
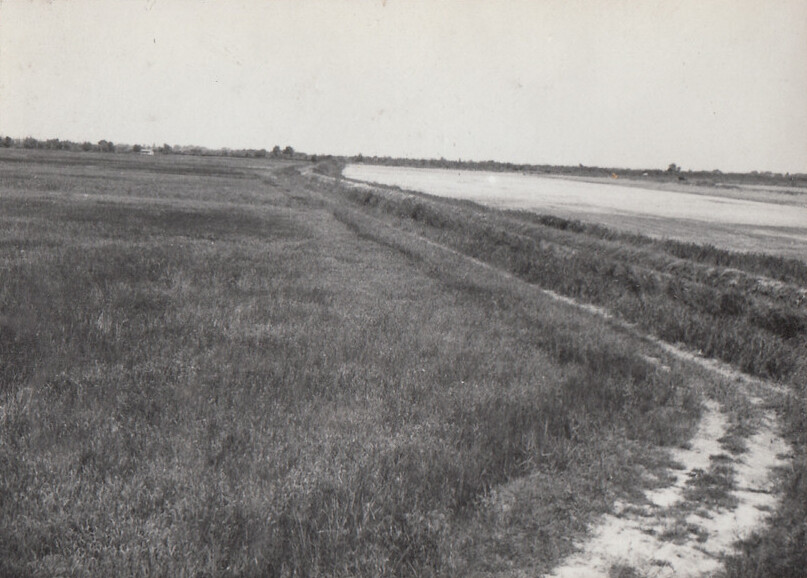
Blick vom Turm der Windkraftanlage
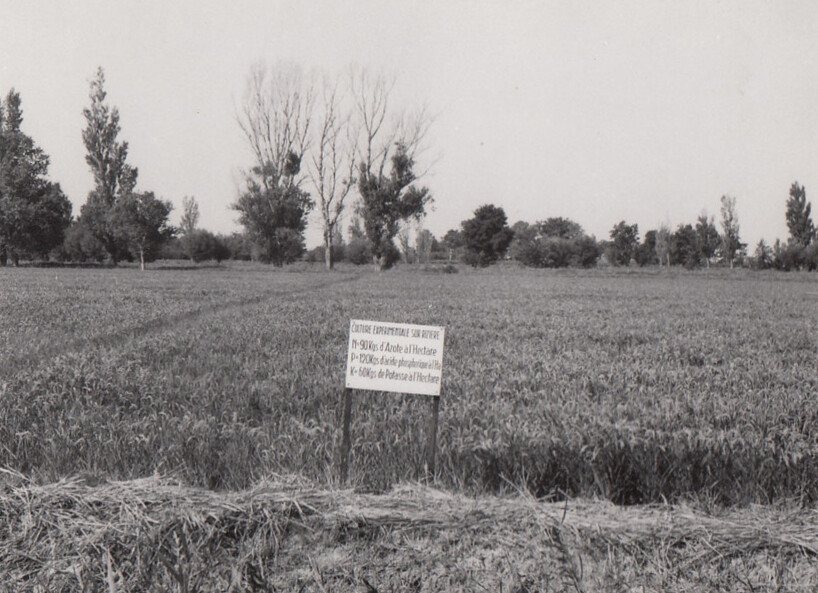
Schild mit N.P.K.-Düngeformeln für Reisfelder (Stickstoff, Phosphor und Kalium)
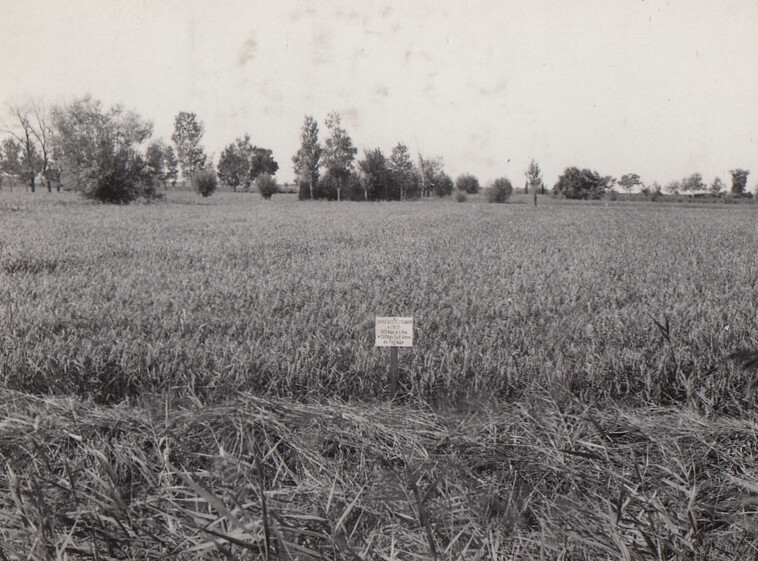
Versuchsparzelle mit Saint-Gobain-Dünger 4.15.0 + 200 kg/ha AS bei der Bestockung
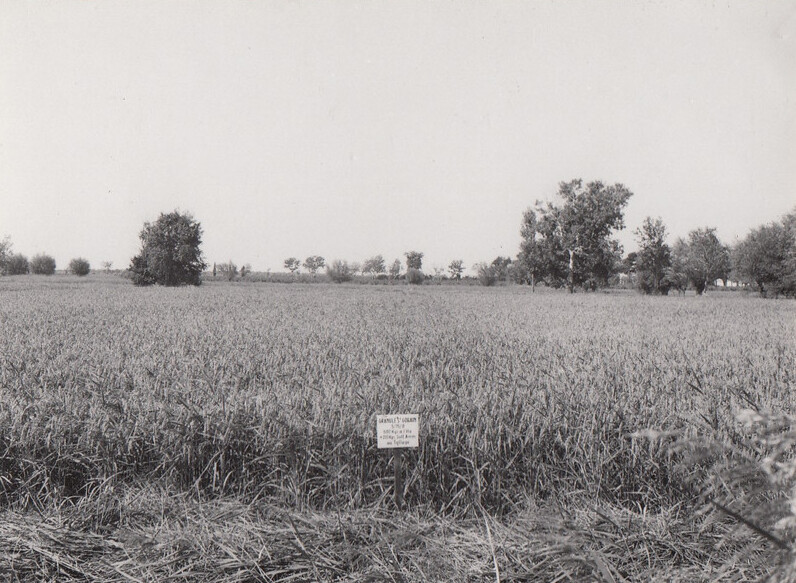
Saint-Gobain-Dünger 5.15.4 + 200 kg/ha AS bei der Bestockung, das ist außergewöhnlich viel
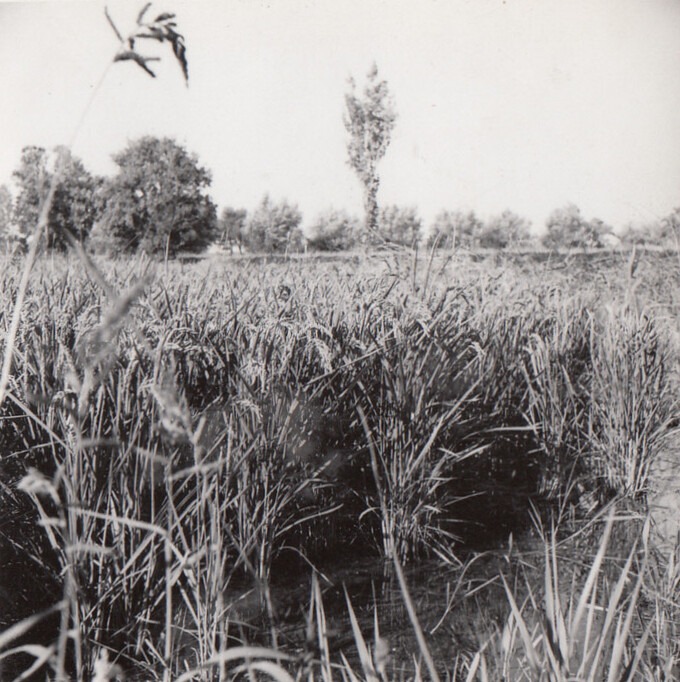
Reisfelder bei Les-Saintes-Maries-de-la-Mer, September 1953

Auf der Musterfarm in Pin Fourcat wurden um 1952/53 die modernsten Geräte für den Reisanbau eingesetzt, unter anderem das Shell-Nitrojection-System für das Einbringen von gasförmigen Ammoniak (NH3).

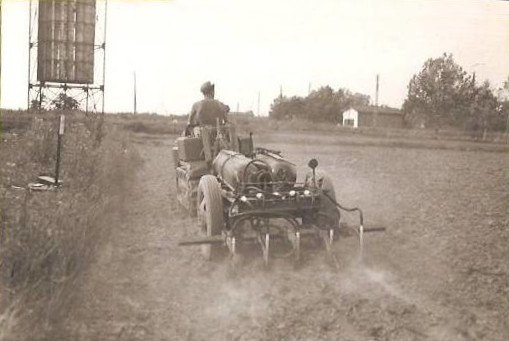
Raupenschlepper mit Shell-Nitrojection-System für gasförmigen Ammoniak, Mai 1952
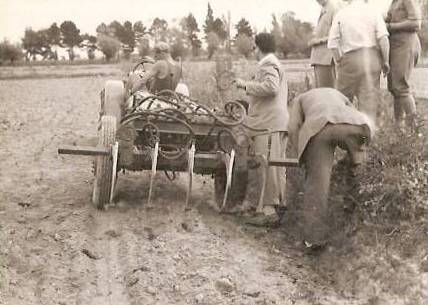
Traktor mit Shell-Nitrojection-System, Oktober 1952
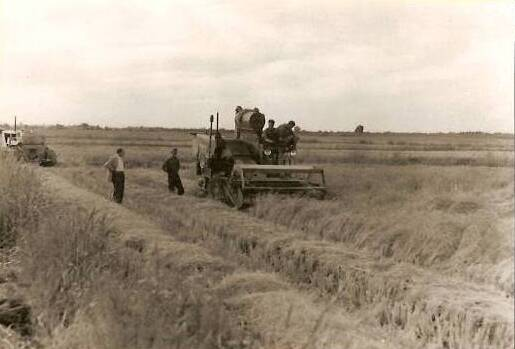
Reis-Mähdrescher
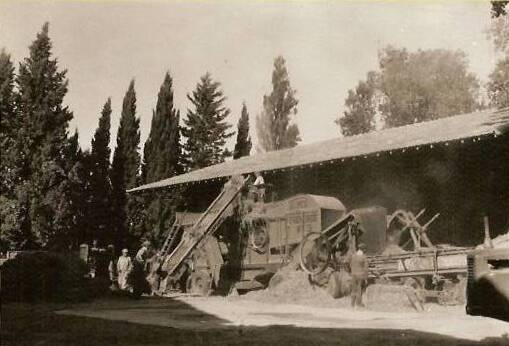
Stationäre Reis-Dreschmaschine
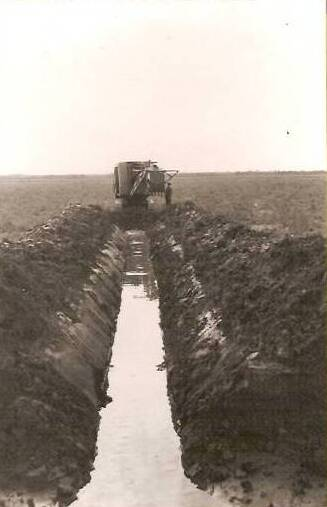
Bagger am Bewässerungskanal
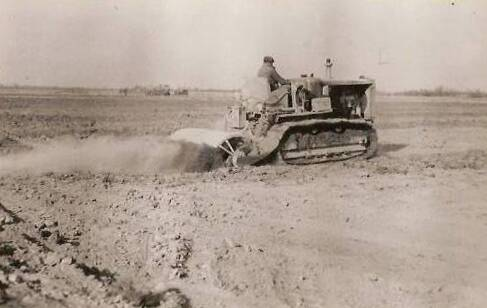
Bodenbearbeitung mit Raupenschlepper und Rotavator, März 1952